# Émile Gallé

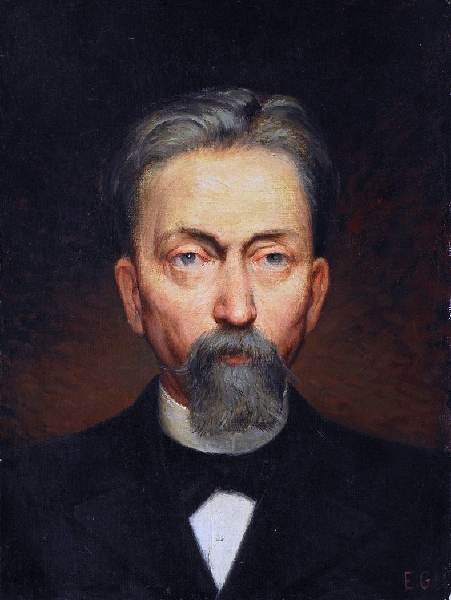
Émile Gallé, Selbstporträt

Émile Gallé (* 4. Mai 1846 in Nancy; † 23. September 1904 ebenda) war ein französischer Kunsthandwerker, welcher besonders durch den Entwurf von Keramik, Glas und Möbeln im Stil des Historismus bzw. des Jugendstils bekannt geworden ist. Er gilt als bekanntester Vertreter des französischen Jugendstils (Art Nouveau) auf kunstgewerblichem Gebiet.

## Biographie

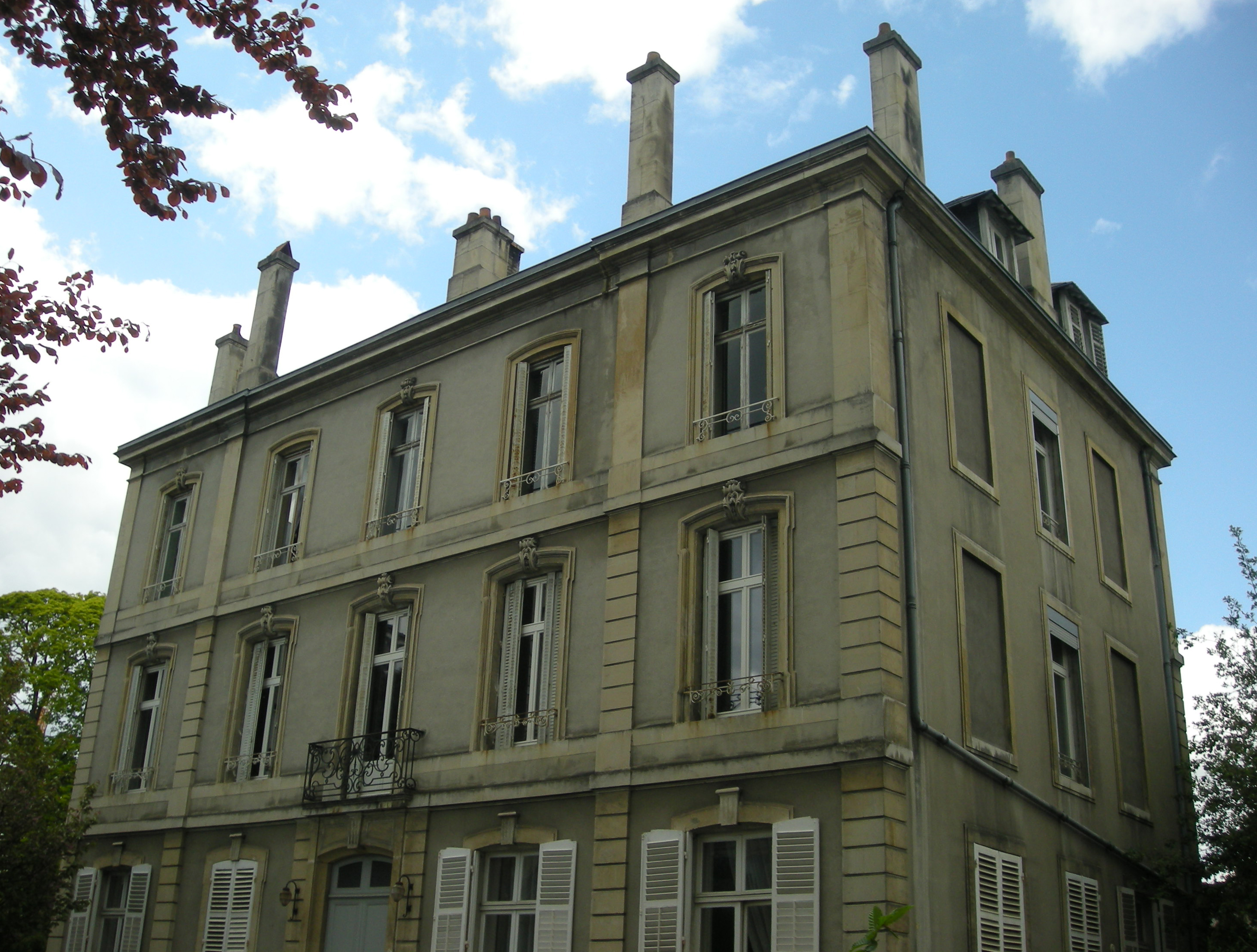
Das Haus von Gallé in Nancy

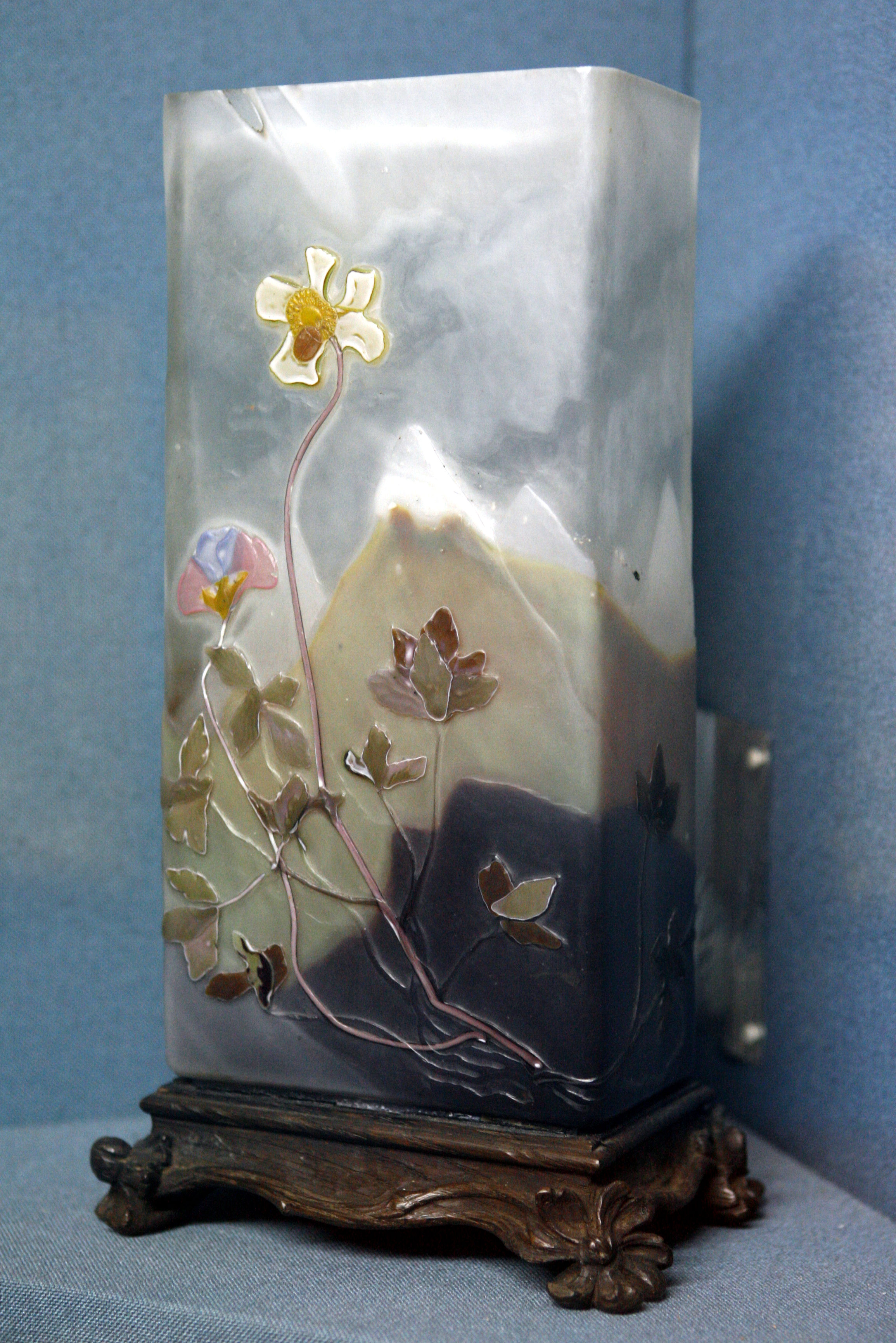
Glasvase von Émile Gallé, um 1900

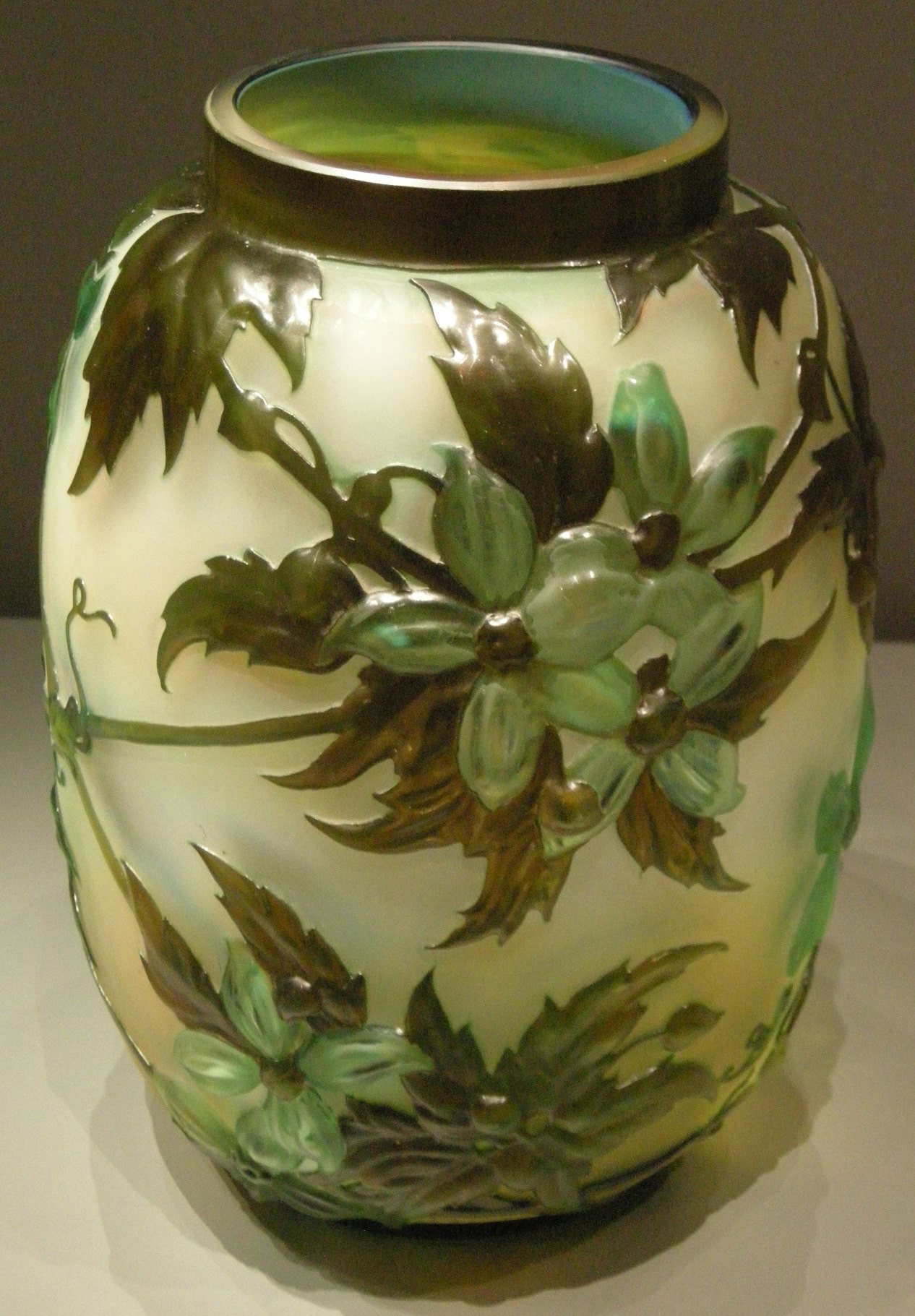
Vase mit Klematis-Muster, 1890–1900

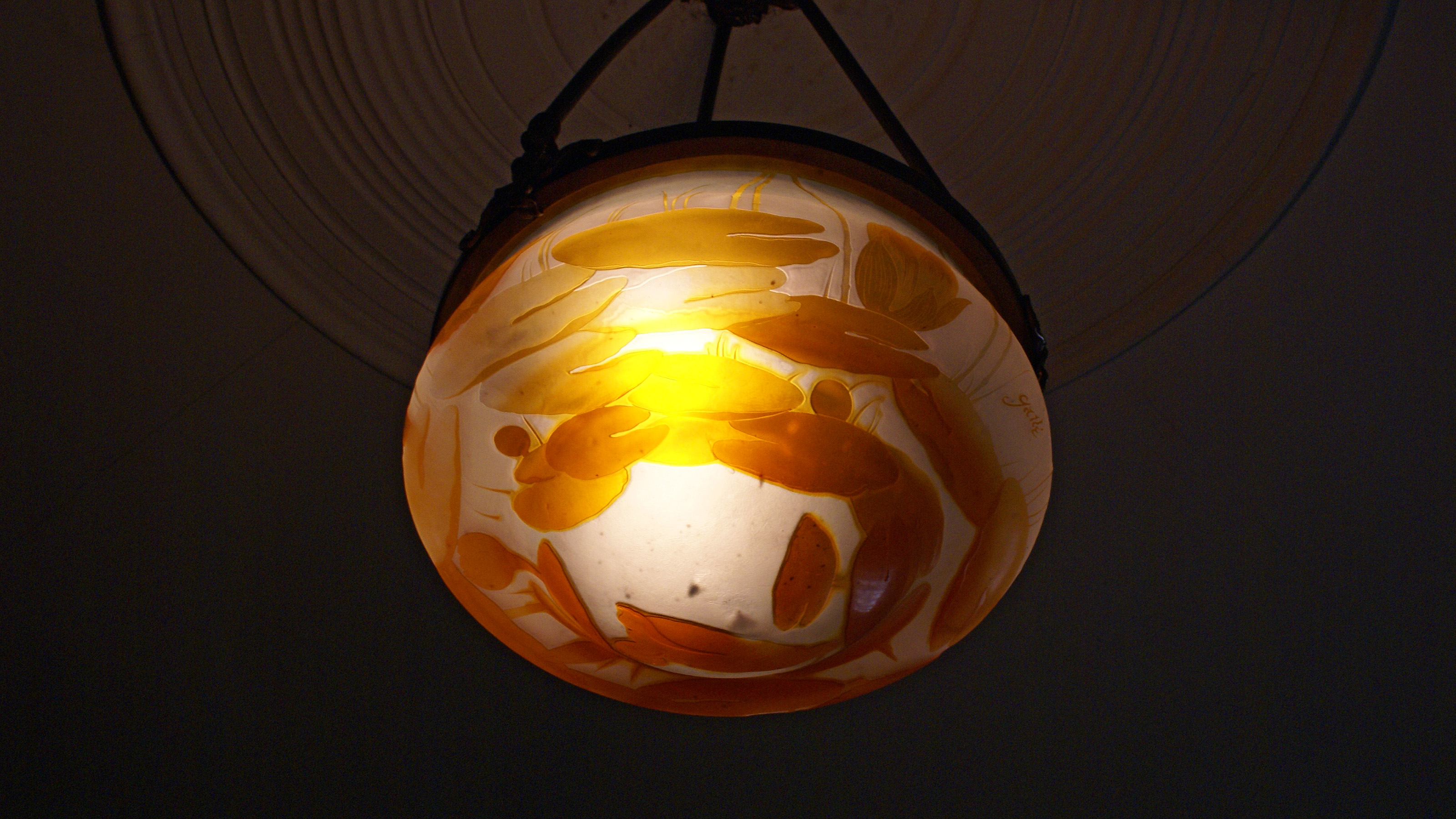
Deckenleuchte im Uroko-Haus in Kōbe, Japan

Gallé wurde in Nancy in eine Familie von Händlern von Fayencen und Kristall geboren. Bereits in seiner Kindheit kam er in der Werkstatt seines Vaters, Charles Gallé, mit Keramik- und Glaskunst in Berührung. Einer seiner Lehrer in Weimar war Franz Jäde. Nach seinem Baccalauréat (Abitur) studierte er Philosophie, Zoologie, Botanik und Mineralogie in Deutschland. Er erlernte das Arbeiten mit Glas und Holz und spezialisierte sich in der Glasbläserei.
Von 1862 bis 1866 wurde Gallé zur Ausbildung nach Deutschland in Weimar und Meisenthal im Département Moselle geschickt, wo er die Modellierkunst und die Glasherstellung studierte. Nach weiteren Aufenthalten in London, wo er die väterliche Firma an einer Ausstellung Art de France vertrat, und Paris kehrte er voller neuer Eindrücke nach Nancy zurück.
Hier experimentierte er mit neuen Techniken der Glasbläserkunst (Marmorierungen, Reflexe, Glasschichten mit Einschmelzungen von Gold- und Silberfolien, Blasenbildungen).
1874 übernahm er die Leitung des väterlichen Betriebs, der wenig später Weltruf erlangte. Ein Jahr darauf heiratete er die Pastorentochter Henriette Grimm. Er bezog das Atelier La Garenne und richtete im Jahr 1883 weitere Ateliers ein: Es entstanden Werkstätten für Fayencen, Glas und Holz.
1885 reiste er nach Berlin und studierte im Kunstgewerbemuseum die berühmte Sammlung chinesischer Glaskunst.
Er eröffnete Verkaufsstellen in Paris (1885), Frankfurt (1887) und später auch in London. 1889 beschäftigte er über dreihundert Angestellte.
In den 1890er-Jahren konzentrierte sich Gallé immer mehr auf die Glaskunst, obwohl er zuvor drei Goldmedaillen für seine Fayence-Arbeiten gewann.
1901 gründete er mit den Brüdern Auguste und
Antonin Daum sowie René Lalique und Gabriel Argy-Rousseau die École de Nancy, die unter anderem die Interessen der Glaskünstler vertrat. Er war deren erster Präsident.
Er starb am 23. September 1904 in Nancy an Leukämie. Seine Witwe und sein Schwiegersohn Paul Perdrizet führten den Betrieb bis in die frühen 1930er-Jahre weiter. Es fehlte jedoch die für die früheren Jahre typische Fülle der künstlerischen und technischen Neuerungen.

## Ausstellungen und Preise
- 1878: Paris: Weltausstellung: vier Goldmedaillen
- 1884: Paris: Ausstellung La Pierre, le Bois, la Terre, le Verre: Goldmedaille
- 1889: Paris: Weltausstellung: Großer Preis
- 1893: Chicago: Weltausstellung
- 1894: Nancy: Kunstgewerbeausstellung
- 1897: München: Goldmedaille
- 1900: Paris: Weltausstellung: Zwei Große Preise und eine Goldmedaille
- 1901: Ausstellung in Dresden
- 1902: Prima Esposizione Internazionale d’Arte Decorativa Moderna in Turin
- 1903: berühmteste Vase La Maggiorata Marta

- Offizier der Ehrenlegion, 1889
- Kommandeur der Ehrenlegion, 1900

## Werk und Würdigung
Während Gallé sich auch mit Holz- und Keramikarbeiten beschäftigte, sind es vor allem seine Glas- und Kristallarbeiten, die zu seinem internationalen Ruhm beitrugen. Zu seinen typischen Arbeiten zählen Kameen-Gläser: einfarbig geblasene Vasen, die mit mehreren farbigen Glasschichten überfangen und in die verschiedene ornamentale Reliefs eingeschnitten wurden. 1897 erfand er eine hochkomplizierte Technik namens Marqueterie de verre, eine Art Einlegearbeit in Glas.
Bei seinen Verreries parlantes („Sprechende Glaskunst“) versuchte er Vasen nach bestimmten Textstellen zeitgenössischer symbolischer Textdichter (z. B. Baudelaire oder Maurice Maeterlinck) zu modellieren und ließ entsprechende Gedichtszeilen eingravieren.
Seine Vasen und Lampenschirme sind begehrte Sammlerobjekte und werden in vielen Museen weltweit ausgestellt. Seine Inspirationen erhielt Gallé durch eingehende Beschäftigung mit der Natur: Schon früh war er von der Pflanzenwelt fasziniert und setzte diese Eindrücke in seine Entwürfe um. Wie viele Künstler seiner Zeit wurde Gallé vom Japonismus beeinflusst, dessen Stil sich im ornamentalen Dekor einiger seiner Kunstgläser wiederfindet. Nach dem Muster der Natur fertigte er auch Möbelentwürfe mit zum Teil kostbaren Einlegearbeiten an, bei denen er einheimisches und exotisches Holz wirkungsvoll kombinierte.
Emile Gallé gilt als einer der hervorragendsten Glaskünstler seiner Zeit. Die Kunstwelt hat ihm große und entscheidende Fortschritte in der Entwicklung der Glaskunst zu verdanken. Es gelang ihm, intensive Farben und dennoch erhaltene Transparenz der Gläser zu vereinen.
Seine Werke erzielen auf Auktionen Höchstpreise.

## Kuriosa
Der 1948 geborene Schweizer Schriftsteller Martin Suter veröffentlichte 2011 den Roman Allmen und die Libellen (ISBN 978-3-257-06777-4). Im Mittelpunkt des Romans stehen fünf Gallé-Schalen mit Libellen-Motiven. Deren Diebstahl, Verkauf und Wiederauftauchen im Zusammenhang mit Versicherungsbetrug in Millionenhöhe und rücksichtsloser Sammelleidenschaft treiben die Handlung voran.